# Lavadeira (basquetebol)
Lavadeira é uma terminologia usada no basquetebol para designar o Lance Livre arremessado por baixo, lançando a bola do meio das pernas, de baixo para cima. Este tipo de Lance Livre é conhecido nos EUA como underhand free throw ou jocosamente como granny shot (algo como "arremesso de vovozinha").
Apesar de sua grande eficiência e de ter sido a forma predominante de arremesso de lance livre até meados da década de 1950, ele caiu em desuso e atualmente é utilizado apenas por iniciantes.
Entre os jogadores notórios que utilizaram esta técnica, estão Rick Barry (chegou a ter o melhor aproveitamento da história da NBA com a técnica, até ser ultrapassado por Steve Nash e Mark Price), o brasileiro Ubiratan, e, mais recentemente, o pivô Chinanu Onuaku.